# 終天教団
『終天教団』（しゅうてんきょうだん）は、EXNOAより2025年9月5日に発売予定のゲームソフト。対応プラットフォームはWindows・Nintendo Switchで、Windows版はSteamおよびDMM GAMES上にて配信される

## 概要
DMM GAMESとトゥーキョーゲームスとの協業による新規IPのアドベンチャーゲーム。人類の終焉を待ち望む新興宗教・終天教の教祖が自らを殺した犯人を捜すというストーリー。「マルチジャンルADV」と銘打たれた本作では、容疑者である5人の教団幹部から疑う相手を選ぶことで物語の内容だけでなく、ゲームシステムも分岐する仕組みが取られている。

## あらすじとゲームシステム
プロローグが終わった後、プレイヤーは任意の順番でルートを選ぶことができる。ルートによって明かされる謎は異なるため、ルートの進め方によって開示される謎の順番も変化する。また、いずれのルートも、プレイを通じて犯人に近づく内容となっている。

### プロローグ
人類が滅亡の危機に瀕する中、それを肯定する新興宗教“終天教”が登場した。この教団は勢力を伸ばし、ついには“終天教国”という小さな国が生まれた。
教国の建国記念日である1月1日、終天教の教祖が何者かによって殺され、バラバラにされた遺体は聖遺物として5人の教団幹部が持ち帰った。その後教祖は「神の力」という奇跡によって不完全な形で蘇生し、記憶を失っていた上、その命は4日しかもたなかった。教祖の元へ、神の使者である天使を名乗る2人組が現れ、真の復活には、「神の試練」、すなわち自分を殺した相手を殺すことが必要だと告げる。教祖は「下辺零」という偽名の元、犯人探しに乗り出す。

### 法務省ルート
あらすじ
零は法務省の幹部・犬神 軋が犯人だと疑う。その矢先、別の殺人事件が発生したため、2人は解決に乗り出す。
システム
法務省ルートでは、捜査や聞き込みを通じて得た情報を深掘りし、集めた証拠を基に犯人を突き止める内容となっている。

### 保健省ルート
あらすじ
零は保健省の幹部・丑寅 幽玄が犯人だと疑うも、2人そろってデスゲームヘの参加を強制させられる。
システム
保健省ルートでは、デスゲームが展開されており、他の参加者と協力したり衝突しながら謎の閉鎖空間からの脱出をめざす。

### 科学省ルート
システム
科学省ルートは、視点となるキャラクターが複数存在するノベルゲームであり、時系列で分岐するフローチャートを駆使しながら物語を進める仕組みとなっている。
以上のことから、このルートのみ、主人公以外のキャラクターを操作する場面がある。

### 文部省ルート
あらすじ
文部省の幹部・黒四館仄は自分を追ってきた零に一目ぼれし、毒を盛ったうえで「学園ラブ」を強制する。その後、零は「黒四館」を名乗る、見た目も性格も異なる3人の少女と会う。3人のうち1人は本物の仄であり、解毒剤を得るため、零は恋に奔走する。
システム
システムは一般的な恋愛アドベンチャーに準拠する。

### 警備省ルート
システム
警備省ルートでは、殺人鬼ネフィリムに見つからないよう3Dマップを探索する内容となっている。

## 登場キャラクター

### メインキャラクター
下辺零 （しもべ・れい）
声：斎賀みつき
本作の主人公。何者かに殺された後、不完全な形で復活を果たした。また、教祖をしていたころは個性的な幹部たちをまとめていたが、彼女の死により各人の関係が悪化している。
ヒメル
声：悠木碧

ミコトル
声：森川智之

### 教団幹部
犬神軋（いぬがみ・きしる）
声：小野大輔 
法務省の最高幹部。トラブル解決を得意としており、「白亜の調停者」の異名を持つ。つかみどころのない性格をしており、言動も奇抜である。また、薬物中毒者でもある。
丑寅幽玄（うしとら・ゆうげん）
声：小野友樹
保健省の最高幹部であると同時に、終天総合病院の院長を務めており、医者としての技能から「今際の門番」の異名を持つ。一見まともそうに見えるが、神経質で押しつけがましい一面もある。
伊音テコ（いおん・テコ）
声：村瀬歩
科学省の最高幹部として教団内の技術を管轄する傍ら、発明家でもある。明晰な頭脳を持つ反面協調性に欠けており、良かれと思ったことを推し進めた結果問題に発展することもある。また、幼い見た目に反して老練なところがある。
黒四館仄（こくしかん・ほのか）
声：水瀬いのり
文部省の最高幹部。文部省は国の教育と情報を管轄する部署だが、本人はコミュニケーションをあまりとらない。また、表面的には思慮深くふるまうも、実際は腹黒い性格をしており、教祖の座を狙っている。
伏蝶まんじ（ふしちょう・まんじ）
声：伊藤静
警備省の最高幹部。この部署のスタッフたちの例にもれず、暴力的な性格をしており、異教徒との戦いで一般人を巻き込んでも気にしない。

## 舞台設定
本作に登場する終天教団は、人類の滅亡を肯定しているが、人間を皆殺しにするのではなく、緩やかな終焉を期待する平和主義者の集団であり、作中の舞台である終天教国は彼らによる国である。また、1月1日が建国記念日であるため、本作キャッチコピーにも使われている「ハッピーニューエンド…よい終焉を」というフレーズは、現実世界の正月のあいさつに相当するものであり、世界が終焉に近づいたことへの祝いの言葉でもある。
作中世界には教団の考えを否定する「異教徒」もおり、話し合いが通じないうえ、放置すると信者を洗脳したり街を荒らしたりするため、教団からは危険視されている。教団では殺人や暴力はタブー視されている一方、教団の対異教徒組織である警備部は唯一暴力が許されており、幹部の伏蝶 まんじをはじめ荒っぽい性格の者が多い。

## 制作

### 企画
本作のプロットは、『HUNDRED LINE -最終防衛学園-』の前身となる作品のプロジェクトが止まった後、『デスカムトゥルー』（2020年6月発売）のシナリオを構築している間にストックされていたものである。
その後、トゥーキョーゲームス代表の小高和剛とDMM GAMESの稲垣順太たちの間でこの二者でなにかできないかという話し合いが行われ、その中でトゥーキョーゲームス側が提出した本作のプロットを稲垣が気に入り、DMM GAMES内にいる小高のファンからの評判が良かったため、共同制作が決まった。
小高はプロットの段階から宗教をテーマに据えることと、シナリオが分岐した後のエピソードといった全体的なプランを練っており、出来上がった小高のプロットを見たトゥーキョーゲームスの面々はとがったテーマとルートごとに異なるシステムというアイデアに驚かされたものの、本気で作ったら面白いだろうと考えていた。

### スタッフィング
稲垣は元々日本国外作品のローカライズや『刀剣乱舞無双』でDMM GAMES側のプロデューサーを務めた経験はあるものの、新規IPのプロデュースは本作が初めてである。
中澤工はディレクションおよびシナリオ執筆、およびすべてのシナリオの最終的な調整および監修を担当した。
小高は企画原案とシナリオ構成、一部シナリオを担当した。2025年4月に発売された『HUNDRED LINE -最終防衛学園-』とはシナリオ制作の時期が被らないように調整していたものの、最終的にマスターアップの時期が被ってしまったと小高はのちに振り返っている。
物語のうち、教祖殺しの事件は小高による詳細なプロットを踏まえたうえで、複数のライターが分担して5つのルートのシナリオを執筆し、中澤が全体をチェックした後、関連付ける情報を追記していった。5つのルートのうち、法務省ルートのシナリオは『ニューダンガンロンパV3』などでトリック作成に協力した小説家・推理作家の北山猛邦が手掛けた。
また、宗教のイメージのままデザインを考えると不気味になりがちなため、正反対の明るいカラリングを得意とするしまどりるがデザイナーとして起用された。
さらに、協力会社としてネイロも参加している。

### セッティング
本作の登場人物たちは全体的に若者が多く、20代から30代が中心である。
主人公である下辺零の性別は教団内でも限られた人物しか知られていないという設定であり、一部のシナリオではそれが要となっている。当初は全く伏せることも考えられたが、それではフェアではないということで、シナリオ執筆の段階で方針が変更された。一方、稲垣は英訳する際に些かややこしかったと述懐している。また、零は記憶喪失という設定であり、プレイヤーと同じ視点でゲームを進めることになる。また、ルートによっては零の人間的な成長が変化することを中澤はファミ通とのインタビューの中で認めており、たとえばデスゲームによる命の駆け引きを体験した場合、生命に対してまじめに考えるようになるという。
小高による初期プロットでは零を導く存在は一人だけだったが、『レインコード』と重複するため、早い段階で二人組に変更された。試行錯誤の末、幼女のヒメルと中年男性のミコトルが誕生した。彼らは一般的な天使のイメージに合わせて設定されており、怪しいけど行動を共にせざるを得ない関係性が構築された。この二人組について中澤は強引だからこそ彼女をゴールまで導けるとファミ通殿インタビューの中で語っている。
小高が最初に5つのアドベンチャーゲームを思いついたことから、幹部もそれに合わせて用意された。ルートによって描くキャラクターはっきりしていた分、描きやすかったと小高は述懐している。うち法務省ルートは推理アドベンチャーということから、小高がある程度キャラクターの情報を用意してから、ざっくりとしたアイデア出しが行われた。法務省幹部の犬神軋は零を振り回す役回りで登場する。
本作は架空の宗教団体を題材としており、トリックもそれにちなんだものとなっている。一方、小高と稲垣は、実際の宗教に少しでも抵触する内容だったら本作は誕生しなかっただろうとファミ通とのインタビューの中で話している。
また、教団は平和主義者という設定であり、あまりの温厚さに中澤らシナリオライターがルールを忘れてしまい、整合性が取れなくなってしまったこともあった。実際、他作品では暴力で解決できるような場面であっても、本作ではそれによらない解決方法を考慮する必要があり、ライターがうっかりキャラクターに暴力を行使させてしまうミスが最も多かった。

### キャスティング
キャストの候補はDMM GAMESが出し、小高らのイメージと合っているか確認する形で選定が行われた。
本作はフルボイスであることに加え、セリフ量も多かったため、ベテランを中心としたキャスティングとなった。

### ストーリおよびシステム構築
シナリオの分量に加え、システムも個別に独立したものが組まれているため、アドベンチャーゲーム1本分よりも労力がかかったと中澤は振り返っている。また、他のトゥーキョーゲームス作品同様、ゲームシステムはシナリオへの没入感を高めたり、感情移入しやすくするための装置という位置づけであるため、何度かプレイすればクリアできる難易度に設定されたほか、各ルートにはヒントも用意された。
保健省ルートはデスゲームを題材としており、担当ライターの提言によりキャラクターによる実況が取り入れられた。
構想の時点では、科学省ルートは脱出ゲームになる予定だったが、保健省ルートのデスゲームと被るため、別ジャンルに変更することになった。一時はタワーディフェンスも検討されたが、中澤がシナリオの扱いに苦慮する中で、サウンドノベルの存在に気づき、最終的にはそちらに変更となった。とはいえ、シナリオライターが当初執筆した科学省ルートのプロットは長すぎたため、中澤がカットしたものの、シナリオ化された際にまた長くなってしまった。最終的に、科学省ルートのテキスト量は通常のアドベンチャーゲーム1本分相当となった。
警備省ルートは開発に時間がかかることが予見できていたため、5つのルートの中で最初に開発に着手した。実際、ゲーム性が固まるまでに時間がかかり、アクション部分は開発の終盤まで調整が続いた。また、フル3Dだったため、想定外のトラブルも頻発するなど、苦労の連続だった。

ルートごとにUIも異なるため、中澤はネイロにUIの発注をした際、ゲーム5本分の制作費を請求してよいかと尋ねられたと述懐している。

## 反響

### 発売前の評価
ライターの結木千尋は、「リアルサウンド」に寄せた記事の中で、2025年5月時点で明らかになっている情報から見る限り、本作は「アドベンチャーゲームをベースとしたゲーム性」と「家庭用ゲーム機向けの買い切り作品」という性質から、『HUNDRED LINE -最終防衛学園-』に近いと見ている。